# جیمز جی. اسکرگام
جیمز جی. اسکرگام (به انگلیسی: James G. Scrugham) سناتور سابق عضو حزب دموکرات ایالات متحده آمریکا بود. وی در سال ۱۹۴۲ تا ۱۹۴۵ میلادی سناتور ایالت نوادا در سنای ایالات متحده آمریکا بود.